# Kereszténység Koreában

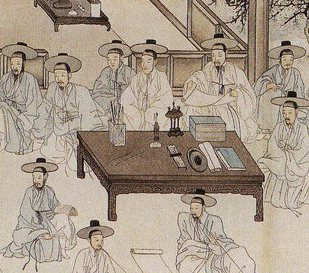
Az első protestáns templom megalapítása 1883-ban.

A kereszténység története Koreában izgalmas és változatos fejlődést mutatott, amely mély nyomot hagyott az ország kulturális, társadalmi és politikai életében. Míg Észak-Koreában a kereszténység gyakorlatilag föld alá kényszerült, Dél-Koreában a vallás virágzásnak indult, és jelentős szerepet játszott a modernizációban, az oktatásban és a társadalmi változásokban.

## Észak- és Dél-Korea közötti különbségek
A kereszténység jelenléte Koreában jelentősen különbözik Észak- és Dél-Koreában. Észak-Koreában a kereszténység marginalizált, és a kommunista rezsim szigorúan ellenőrzi a vallási tevékenységeket, így a keresztényeknek gyakran titokban kell gyakorolniuk hitüket, hogy elkerüljék a megtorlást. Dél-Koreában viszont a kereszténység jelentős szerepet játszik, és főként protestantizmusra és katolicizmusra épül. Jelenleg 8,6 millió protestáns és 5,8 millió katolikus hívő él az országban, így a kereszténység az egyik legnagyobb vallási irányzatot alkotja.

## A kereszténység megjelenése Koreában

A keresztények aránya Dél-Korea lakosságában.

A kereszténység Koreában először a késői Csoszon-dinasztia idején jelent meg, amikor konfuciánus tudósok Kínából hozták be. Az első kapcsolatot Matteo Ricci teológiai könyvei révén teremtették meg 1603-ban, amikor Yi Su-gwang, egy koreai politikus, Pekingből hazatérve elhozta ezeket a teológiai műveket, és megkezdte a keresztény tanok terjesztését Koreában.

## A katolicizmus terjedése és üldöztetése
Az 1787-es hivatalos üldözés és betiltás ellenére a katolicizmus elterjedt Koreában, elsősorban Yi Seung-hun közreműködésével, aki újból bevezette a kereszténységet az országba. A 19. század során a keresztény közösségek számos megpróbáltatással néztek szembe, de ez nem akadályozta meg a hit terjedését.

## A protestantizmus megjelenése
A protestantizmus is megjelent ebben az időszakban, és 1883-ban Seo Sang-ryun alapította az első protestáns templomot Koreában. Lee Soo-jung, az egyik első koreai protestáns, Japánban keresztelkedett meg, és cikkeivel igyekezett további misszionáriusokat bevonzani Koreába. A későbbi évtizedek során egyre több keresztény misszionárius érkezett, például Robert Samuel Maclay és Horace Newton Allen, akik meghatározó szerepet játszottak a keresztény hit terjesztésében. Horace Allen, aki egyben észak-presbiteriánus misszionárius és amerikai diplomata is volt, egészen 1905-ig szolgált Koreában, és jelentős befolyással bírt a koreai kereszténység fejlődésére.

## A koreai háború és a kereszténység
A koreai háború előtt a keresztények többsége Észak-Koreában élt, ám a háború során sokan menekültek Délre, ahol kedvezőbb körülmények között gyakorolhatták vallásukat. A kereszténység jelentős szerepet játszott a háború utáni Dél-Korea újjáépítésében és modernizációjában, mivel a keresztény misszionáriusok több száz iskolát és egyetemet alapítottak, amelyek közül három ma is az ország öt legjobb egyeteme közé tartozik. Ez hozzájárult ahhoz, hogy a kereszténység a középosztály, a fiatalok, a bölcsek és a városi lakosság körében is népszerűvé vált. A keresztény misszionáriusok által alapított intézmények segítették a nyugati típusú oktatás és a modern tudományok elterjedését az országban.

## Szekták és a társadalmi hatás
A kereszténység számos szekta megjelenéséhez is vezetett, köztük az 1954-ben alapított Egyesítő Egyházhoz, amelyet Szung Mjong Mun hozott létre, és amely különösen ismertté vált világszerte a „tömeges esküvőiről”. Dél-Koreában a kereszténység hatása nemcsak az oktatásban, hanem a politikában és a társadalmi mozgalmakban is megnyilvánult, különösen a katonai diktatúrák elleni küzdelemben az 1970-es és 1980-as években. A keresztény egyházak aktív szerepet vállaltak a demokratizálódási folyamatban, és számos prominens politikai vezető, mint például Kim Dae-jung, erősen kötődött a keresztény hithez. A keresztény közösségek támogatást nyújtottak az emberi jogi mozgalmaknak és a társadalmi igazságosságért folytatott harcnak is.

## A 21. századi kereszténység
A 21. század elején a kereszténység növekedése Dél-Koreában valamelyest lassult, részben a vezetői botrányok, fundamentalizmus és a különböző szekták közötti konfliktusok miatt. Ugyanakkor a dél-koreai keresztény közösség még mindig jelentős befolyással bír a társadalomban, és aktívan részt vesz a szociális szolgáltatásokban, például jótékonysági szervezetek fenntartásában és szegényeket segítő programokban. 2022-ben a dél-koreai lakosság 27,6%-a keresztény vallású, akik jelentős mértékben hozzájárulnak az ország missziós tevékenységeihez, és világszerte több ezer misszionáriust küldenek ki, ezzel Dél-Koreát a második legnagyobb misszionáriusküldő országgá téve az Egyesült Államok után.

## Kulturális hatás és modernizáció
A koreai kereszténység kulturális hatása is számottevő, különösen az oktatás és a nyugati modernizáció területén. A keresztény misszionáriusok által indított iskolák és egyetemek hozzájárultak a társadalmi mobilitáshoz, lehetőséget biztosítva a fiatalok számára, hogy továbbtanuljanak és magasabb szintű képzésben részesüljenek. A kereszténység ezen kívül a nők társadalmi szerepének növeléséhez is hozzájárult, különösen a lányok oktatásának támogatásával és a nők jogainak előmozdításával. A kereszténység ezen hatásai együttesen segítettek abban, hogy Dél-Korea a modernitás és a technológiai fejlődés útjára lépjen, és az ország Kelet-Ázsia egyik legfejlettebb gazdaságává váljon.